# Matías Walker
Matías Vicente Walker Prieto (Santiago, 19 de julio de 1973) es un abogado y político chileno, exmilitante demócrata cristiano, partido del cual ejerció como presidente interino en noviembre de 2017. Desde marzo de 2022, ejerce como senador de la República en representación de la Circunscripción 5, Región de Coquimbo, por el período legislativo 2022-2030. Desde 2010 hasta 2018, se desempeñó durante dos periodos consecutivos como diputado de la República en representación del antiguo distrito n.º 8 que comprendía las comunas de Coquimbo, Ovalle, Río Hurtado. Mientras que desde marzo de 2018 hasta marzo de 2022, fungió el mismo cargo, pero en representación del nuevo distrito n.º 5, de la misma región.
A los veintitrés años fue elegido concejal por la comuna de Lo Barnechea, para el periodo 1996-2000. Días posteriores aceptó el nombramiento del presidente Ricardo Lagos como gobernador de la provincia de Cordillera, el cual finalizó en 2001. 
Es además, hermano de los exsenadores Patricio Walker Prieto e Ignacio Walker Prieto y del  exministro de Agricultura del segundo gobierno del presidente Sebastián Piñera Antonio Walker Prieto.

## Biografía

### Familia y vida personal
Nació el 19 de julio de 1973, en Santiago de Chile. Hijo de Ignacio Walker e Isabel Margarita Prieto, primera regidora demócrata cristiana de Pirque. Su abuelo fue Horacio Walker Larraín y su bisabuelo, Joaquín Walker Martínez, ambos también políticos. Es hermano de los exparlamentarios Patricio Walker Prieto e Ignacio Walker Prieto y del exministro de Agricultura del gobierno del presidente Sebastián Piñera (2018-2021), Antonio Walker.
Está casado con Manuela Fanjul y son padres de dos niños: Matías y Lucas.
Desde el año 2002 es miembro del Colegio de Abogados de Chile.

### Estudios y vida laboral
Realizó sus estudios primarios y secundarios en el Saint George's College, desde donde egresó el año 1992. Posteriormente, estudió derecho en la Universidad Diego Portales (UDP), de donde egresó el año 1999. En 2001, obtuvo el grado académico de licenciado en ciencias jurídicas y sociales, con la memoria titulada: La protección a los accionistas minoritarios en la leyes. Se tituló de abogado el 26 de agosto del 2002.
En 2005, realizó un post-título sobre el Nuevo Proceso Penal (NPP) en la Universidad del Desarrollo (UDD).
En el ámbito profesional, entre 1998 y 2010, asesoró a su hermano, el entonces diputado Patricio Walker Prieto, en materias electorales y legislativas. Al mismo tiempo, entre 2001 y 2009, integró el "Estudio de Abogados Walker y Valdivia". En tal calidad, ejerció en el ámbito del derecho del trabajo y la negociación colectiva, así como en la asesoría a Pymes (Pequeñas y Medianas Empresas).
Entre 2006 y 2009, dirigió la «Fundación Educacional San Esteban Mártir», que entrega educación a más de mil niños, niñas y adolescentes de escasos recursos.

## Trayectoria política

### Inicios y concejal de Lo Barnechea
Ingresó a la esfera política en el año 1993, incorporándose a las filas del Partido Demócrata Cristiano (PDC). En las elecciones municipales de 1996, fue electo concejal por la Municipalidad de Lo Barnechea (periodo 1996-2000). Desde el año 2005 es miembro de la Junta Nacional del PDC.

### Diputado
En elecciones parlamentarias de diciembre de 2009, fue electo como diputado por el distrito N.° 8, correspondiente a las comunas de Coquimbo, Ovalle y Río Hurtado (Región de Coquimbo), para el periodo legislativo 2010-2014. Integró las comisiones permanentes de Seguridad Ciudadana y Drogas; y de Pesca, Acuicultura e Intereses Marítimos. Junto con las comisiones especiales de Deportes; y de Turismo. Formó parte del Comité parlamentario del PDC.
En las elecciones parlamentarias de 2013, resultó reelegido como diputado por el distrito n.º 8 de la Región de Coquimbo, para el periodo legislativo 2014-2018. En este periodo, integró las Comisiones Permanentes Seguridad Ciudadana, de la que fue presidente desde marzo de 2015; Régimen Interno, Administración y Reglamento; Deportes y Recreación; y Especial Mixta Presupuestos. Hasta marzo de 2015 participó en las comisiones permanentes de Recursos Hídricos y Desertificación y en la de Hacienda.
Paralelamente a nivel partidista; entre agosto y noviembre de 2017, asumió como presidente interino de su partido político.
Al tiempo de ejercer como presidente de su partido, compitió en las elecciones parlamentarias de noviembre de 2017, al interior del pacto «Convergencia Democrática», por el nuevo 5° distrito de la región de Coquimbo (periodo 2018-2022), resultando electo con 15.468 votos, equivalentes al 6,67% del total de sufragios.
Asumió el 11 de marzo de 2018, y desde entonces integró la comisión permanente de Constitución, Legislación, Justicia y Reglamento. Así mismo, formó parte de la Comisión Especial Investigadora de los actos del Gobierno respecto al eventual fraude en la ANFP y los efectos que tuvo su reestructuración en su relación con las organizaciones deportivas profesionales, entre el año 2015 y el día 4 de abril de 2018. Formó además, parte del Comité del PDC.

### Senador
En agosto de 2021, inscribió su candidatura al Senado, en representación de su partido, por la Circunscripción 5, por el periodo 2022-2030. En las elecciones parlamentarias de noviembre, integró la lista del pacto «Nuevo Pacto Social», resultando electo con 26.186 votos, correspondientes al 10,75% del total de los sufragios válidos. Asumió el cargo el 11 de marzo de 2022, pasando a integrar la Comisión Permanente de Constitución, Legislación, Justicia y Reglamento.
En octubre de 2022 anunció su renuncia al Partido Demócrata Cristiano, después de casi treinta años de militancia en dicha colectividad. De manera posterior, el 2 de noviembre del mismo año, lanzó, junto a expersoneros de la tienda y otros partidos de la exConcertación y el movimiento 50+UNE, el partido Demócratas, quedando como primer vicepresidente transitorio de esta nueva colectividad.

## Distinciones
En febrero de 2022, la Municipalidad de Vicuña en conmemoración de sus 201° aniversarios, le otorgó el «Premio Joaquín Vicuña Larraín», por su contribución al desarrollo comunitario.

## Historial electoral

### Elecciones municipales de 1996
- Elecciones municipales de 1996, Lo Barnechea [5] (Se consideran sólo candidatos con sobre el 1 % de votos y candidatos electos como concejales, de un total de 22 candidatos)

### Elecciones parlamentarias de 2009
- Elecciones parlamentarias de 2009, candidato a diputado por el distrito 8 (Coquimbo, Ovalle y Río Hurtado)[6]

### Elecciones parlamentarias de 2013
- Elecciones parlamentarias de 2013, para el Distrito 8 (Coquimbo, Ovalle y Río Hurtado)[7]

### Elecciones parlamentarias de 2017
- Elecciones parlamentarias de 2017, candidato a diputado por el distrito 5 (Andacollo, Canela, Combarbalá, Coquimbo, Illapel, La Higuera, La Serena, Los Vilos, Monte Patria, Ovalle, Paihuano, Punitaqui, Río Hurtado, Salamanca y Vicuña)[8]

### Elecciones parlamentarias de 2021
- Elecciones parlamentarias de 2021, candidato a senador por la 5° Circunscripción, Región de Coquimbo.[9]